# Canton de Sarlat-la-Canéda
Le canton de Sarlat-la-Canéda, appelé canton de Sarlat jusqu'en 1965, est une circonscription électorale française, située dans le département de la Dordogne, en région Nouvelle-Aquitaine.
Avant 2015, c'était une division administrative. 

## Historique
Le canton de Sarlat est l'un des cantons de la Dordogne créés en 1790, en même temps que les autres cantons français. Il a d'abord été rattaché au district de Sarlat avant de faire partie de l'arrondissement de Sarlat. En 1965, du fait de la fusion des communes de La Canéda et de Sarlat, canton et arrondissement changent de nom. Il devient le canton de Sarlat-la-Canéda, rattaché à l'arrondissement de Sarlat-la-Canéda.

### Redécoupage cantonal de 2014-2015
Par décret du 21 février 2014, le nombre de cantons du département est divisé par deux, avec mise en application aux élections départementales de 2015. Le canton de Sarlat-la-Canéda est conservé et s'agrandit. Il passe de douze à treize communes.

## Géographie
Ce canton est organisé autour de Sarlat-la-Canéda dans l'arrondissement de Sarlat-la-Canéda. Son altitude varie de 49 m (Vézac) à 327 m (Marcillac-Saint-Quentin).

## Représentation

### Conseillers généraux de 1833 à 2015
Avant 1833, les conseillers généraux étaient désignés, et ne représentaient pas un canton déterminé.
| Période         | Période          | Identité                                          | Étiquette              | Qualité |
| --------------- | ---------------- | ------------------------------------------------- | ---------------------- | --- |
| 1833            | 1840 (décès)     | Géraud Pierre Henri Julien Bessières              | Majorité ministérielle | Conseiller-maître à la Cour des comptes Député (1827-1831 et 1833-1837)                                                                                  |
| 1840            | 1858             | Jean-Baptiste Lascoux                             |                        | Substitut du Procureur général à Paris |
| 1858            | 1860             | Jean-Baptiste Auguste Peyrounenc                  |                        | Médecin à Sarlat |
| 1860            | 1871             | Julien Antoine Marie Joseph de Lavergne de Cerval |                        | Juge au Tribunal civil de Sarlat Propriétaire à Marqueyssac, commune de Vézac                                                                            |
| 1871            | 1875             | Philippe de Bosredon du Pont                      |                        | Conseiller d'État |
| 1875            | 1878 (démission) | Ernest de Selves                                  |                        | Avocat, maire de Sarlat (1876-1878) |
| 1878            | 1881             | Jean-Baptiste Landry                              |                        | Avoué Maire de Sarlat (1872-1874 et 1878-1879), conseiller d'arrondissement                                                                              |
| 1881            | 1886 (décès)     | Joseph Lafarge                                    | Républicain            | Médecin à Sarlat |
| 1886            | 1891 (décès)     | Jean Léon Clerjounie                              | Républicain            | Avocat, député (1889-1891) Maire de Sarlat (1881-1889)                                                                                                   |
| 1891            | 1921             | Pierre Sarrazin                                   | Rad.                   | Médecin, député (1896-1919) Maire de Sarlat (1889-1924), conseiller d'arrondissement                                                                     |
| 1921            | 1940             | Lucien Ampoulange                                 | Rad.                   | Procureur de la République à Toulouse Maire de Saint-André-d'Allas Nommé conseiller départemental en 1943 Président du Conseil départemental (1943-1945) |
|                 |                  |                                                   |                        | |
| 1945            | 1959 (décès)     | Jean Arlet                                        | SFIO                   | Officier d'académie Maire de Sarlat (1929-1941 et 1944-1945)                                                                                             |
| 22 février 1959 | 1971 (décès)     | Jean Leclaire                                     | SFIO puis PS           | Médecin Maire de Sarlat (1959-1971) |
| 1971            | 1973             | Georges Deltheil                                  | DVD                    | Conseiller municipal de Sarlat-la-Canéda |
| 1973            | 1992             | Louis Delmon                                      | PCF                    | Professeur de lettres et d'histoire retraité Maire de Sarlat-la-Canéda (1977-1989) Suppléant du député Lucien Dutard (1973-1986)                         |
| 1992            | 1998             | Jean-Jacques de Peretti                           | RPR                    | Chargé de mission Ancien ministre (1995) Maire de Sarlat-la-Canéda depuis 1989 Député (1993-1997)                                                        |
| 1998            | 2004             | Louis Delmon                                      | PCF                    | conseiller municipal de Sarlat-la-Canéda (1989-2008) |
| 2004            | 2015             | Jean-Fred Droin                                   | PS                     | Secrétaire général du Musée national de la Préhistoire Maire de Marquay (2001-2008) Conseiller municipal de Sarlat-la-Canéda (2008-2020)                 |

### Conseillers d'arrondissement (de 1833 à 1940)
| Période | Période          | Identité                            | Étiquette           | Qualité |
| ------- | ---------------- | ----------------------------------- | ------------------- | --- |
| 1833    | 1839             | Bertrand de Lavergne de Cerval      |                     | Ancien sous-préfet de Sarlat, maire de Vézac                                                                |
| 1839    | 1848             | Antoine Joseph (de Guat) de Lavelle |                     | Avocat, adjoint au maire de Sarlat                                                                          |
|         |                  |                                     |                     | |
| 1858    | 1870             | Jean Roux                           |                     | Avocat, maire de Sarlat de 1854 à 1869                                                                      |
| 1870    | 1871             | Gustave Boissarie                   |                     | Médecin, nommé Sous-Préfet de Sarlat en 1871                                                                |
| 1871    | 1877             | Jean-Baptiste Landry                | Républicain         | Avoué, adjoint au maire de Sarlat                                                                           |
| 1877    | 1883             | M. Naves                            | Conservateur        | |
| 1883    | 1888 (démission) | M. Chauchat                         | Républicain         | Juge suppléant au Tribunal de commerce, maire de Sarlat en 1880                                             |
| 1889    | 1891 (démission) | Pierre Sarrazin                     | Républicain         | Docteur-médecin, maire de Sarlat                                                                            |
| 1891    | 1925             | Jean-Maurice Jouanaud               | Républicain radical | Avoué, Président du Conseil d'arrondissement, adjoint au maire de Sarlat                                    |
| 1925    | 1940             | Jean Pradayrol                      | Républicain radical | Avoué à Sarlat, Président du Conseil d'arrondissement                                                       |
| 1940    |                  |                                     |                     | Les conseils d'arrondissement ont été suspendus par la loi du 12 octobre 1940 et n'ont jamais été réactivés |

Sources : "Annuaires et calendriers 1789-1842 " sur le site des archives départementales de la Dordogne. https://archives.dordogne.fr/r/72/fonds-imprimes/annuaires-et-calendriers?arko_default_6076b1c79b335--ficheFocus=

### Conseillers départementaux à partir de 2015
| Période élective | Période élective | Mandat | Mandat   | Identité           | Nuance | Nuance | Qualité |
| ---------------- | ---------------- | ------ | -------- | ------------------ | ------ | ------ | --- |
| 2015             | 2021             | 2015   | 2021     | Jean-Fred Droin    |        | PS     | Conseiller municipal de Sarlat-la-Canéda (2008-2020)                                                                                         |
| 2015             | 2021             | 2015   | 2021     | Maryline Flaquière |        | PS     | Commerçante, conseillère municipale de Sarlat-la-Canéda depuis 2020                                                                          |
| 2021             | 2028             | 2021   | en cours | Fabienne Lagoubie  |        | DVG    | Pharmacienne, 1ère adjointe au maire de Sarlat-la-Canéda                                                                                     |
| 2021             | 2028             | 2021   | en cours | Benoît Secrestat   |        | PS     | Cadre de la fonction publique, collaborateur d'élus, maire de Proissans 3e vice-président chargé de l'attractivité économique et de l'emploi |

### Résultats détaillés

#### Élections de mars 2015
À l'issue du premier tour des élections départementales de 2015, deux binômes sont en ballottage : Jean-Fred Droin et Maryline Flaquière (PS, 35,74 %) et Marie-Louise Margat et Philippe Melot (Union de la droite, 31,26 %). Le taux de participation est de 57,58 % (7 104 votants sur 12 338 inscrits) contre 60,04 % au niveau départemental et 50,17 % au niveau national.
Au second tour, Jean-Fred Droin et Maryline Flaquière (PS) sont élus avec 52,80 % des suffrages exprimés et un taux de participation de 57,58 % (3 360 voix pour 7 103 votants et 12 336 inscrits).

#### Élections de juin 2021
Le premier tour des élections départementales de 2021 est marqué par un très faible taux de participation (33,26 % au niveau national). Dans le canton de Sarlat-la-Canéda, ce taux de participation est de 40,3 % (5 141 votants sur 12 757 inscrits) contre 40,86 % au niveau départemental. À l'issue de ce premier tour, deux binômes sont en ballottage : Fabienne Lagoubie et Benoît Secrestat (PS, 48,6 %) et Basile Fanier et Nathalie Lavergne (LR, 34,45 %).
Le second tour des élections est marqué une nouvelle fois par une abstention massive équivalente au premier tour. Les taux de participation sont de 34,3 % au niveau national, 41,41 % dans le département et 42,08 % dans le canton de Sarlat-la-Canéda. Fabienne Lagoubie et Benoît Secrestat (PS) sont élus avec 59,96 % des suffrages exprimés (2 953 voix pour 5 371 votants et 12 763 inscrits),,. 

## Composition

### Composition avant 2015

Situation du canton de Sarlat-la-Canéda dans l'arrondissement de Sarlat-la-Canéda en 2014.

Le canton de Sarlat-la-Canéda regroupait douze communes.
| Nom                          | Code Insee | Codepostal | Superficie (km2) | Population (dernière pop. légale) | Densité (hab./km2) |
| ---------------------------- | ---------- | ---------- | ---------------- | --------------------------------- | ------------------ |
| Sarlat-la-Canéda (chef-lieu) | 24520      | 24200      | 47,13            | 9 414 (2012)                      | 200                |
| Beynac-et-Cazenac            | 24040      | 24220      | 12,74            | 552 (2012)                        | 43                 |
| Marcillac-Saint-Quentin      | 24252      | 24200      | 16,46            | 797 (2012)                        | 48                 |
| Marquay                      | 24255      | 24620      | 24,27            | 582 (2012)                        | 24                 |
| Proissans                    | 24341      | 24200      | 17,56            | 953 (2012)                        | 54                 |
| La Roque-Gageac              | 24355      | 24250      | 7,17             | 438 (2012)                        | 61                 |
| Saint-André-d'Allas          | 24366      | 24200      | 28,77            | 817 (2012)                        | 28                 |
| Saint-Vincent-le-Paluel      | 24512      | 24200      | 6,86             | 262 (2012)                        | 38                 |
| Sainte-Nathalène             | 24471      | 24200      | 13,57            | 581 (2012)                        | 43                 |
| Tamniès                      | 24544      | 24620      | 19,09            | 375 (2012)                        | 20                 |
| Vézac                        | 24577      | 24220      | 12,97            | 619 (2012)                        | 48                 |
| Vitrac                       | 24587      | 24200      | 14,38            | 885 (2012)                        | 62                 |

### Composition à partir de 2015
Le canton de Sarlat-la-Canéda se compose de treize communes. Aux douze communes précédentes s'ajoute celle de Saint-Vincent-de-Cosse qui dépendait du canton de Saint-Cyprien. Son bureau centralisateur reste fixé à Sarlat-la-Canéda.
| Nom                                      | Code Insee | Intercommunalité        | Superficie (km2) | Population (dernière pop. légale) | Densité (hab./km2) | Modifier                                    |
| ---------------------------------------- | ---------- | ----------------------- | ---------------- | --------------------------------- | ------------------ | ------------------------------------------- |
| Sarlat-la-Canéda (bureau centralisateur) | 24520      | CC Sarlat-Périgord noir | 47,13            | 8 786 (2022)                      | 186                | modifier les données · modifier les données |
| Beynac-et-Cazenac                        | 24040      | CC Sarlat-Périgord noir | 12,74            | 447 (2022)                        | 35                 | modifier les données · modifier les données |
| Marcillac-Saint-Quentin                  | 24252      | CC Sarlat-Périgord noir | 16,46            | 839 (2022)                        | 51                 | modifier les données · modifier les données |
| Marquay                                  | 24255      | CC Sarlat-Périgord noir | 24,27            | 587 (2022)                        | 24                 | modifier les données · modifier les données |
| Proissans                                | 24341      | CC Sarlat-Périgord noir | 17,56            | 1 086 (2022)                      | 62                 | modifier les données · modifier les données |
| La Roque-Gageac                          | 24355      | CC Sarlat-Périgord noir | 7,17             | 439 (2022)                        | 61                 | modifier les données · modifier les données |
| Saint-André-d'Allas                      | 24366      | CC Sarlat-Périgord noir | 28,77            | 885 (2022)                        | 31                 | modifier les données · modifier les données |
| Saint-Vincent-de-Cosse                   | 24510      | CC Sarlat-Périgord noir | 7,19             | 384 (2022)                        | 53                 | modifier les données · modifier les données |
| Saint-Vincent-le-Paluel                  | 24512      | CC Sarlat-Périgord noir | 6,86             | 293 (2022)                        | 43                 | modifier les données · modifier les données |
| Sainte-Nathalène                         | 24471      | CC Sarlat-Périgord noir | 13,57            | 648 (2022)                        | 48                 | modifier les données · modifier les données |
| Tamniès                                  | 24544      | CC Sarlat-Périgord noir | 19,09            | 405 (2022)                        | 21                 | modifier les données · modifier les données |
| Vézac                                    | 24577      | CC Sarlat-Périgord noir | 12,97            | 512 (2022)                        | 39                 | modifier les données · modifier les données |
| Vitrac                                   | 24587      | CC Sarlat-Périgord noir | 14,38            | 857 (2022)                        | 60                 | modifier les données · modifier les données |
| Canton de Sarlat-la-Canéda               | 2418       |                         | 228,16           | 16 168 (2022)                     | 71                 | modifier les données                        |

## Démographie

### Démographie avant 2015
| 1962   | 1968   | 1975   | 1982   | 1990   | 1999   | 2006   | 2011   | 2012   |
| ------ | ------ | ------ | ------ | ------ | ------ | ------ | ------ | ------ |
| 12 252 | 12 937 | 13 950 | 14 371 | 15 337 | 15 512 | 15 695 | 16 389 | 16 275 |

### Démographie depuis 2015
En 2022, le canton comptait 16 168 habitants, en évolution de +0,1 % par rapport à 2016 (Dordogne : +0,37 %, France hors Mayotte : +2,11 %).
| 2013   | 2018   | 2022   |
| ------ | ------ | ------ |
| 16 464 | 16 023 | 16 168 |